# Michiel Heldeweg
Michiel Adriaan Heldeweg (Nijverdal, 1957) is een Nederlands jurist en juridisch-bestuurskundige. Sinds 1 november 2008 is hij hoogleraar aan de Universiteit Twente, aanvankelijk met als leeropdracht Publiekrecht voor het openbaar bestuur (Public Governance Law) en sinds 2014 met als leeropdracht Law, Governance & Technology.

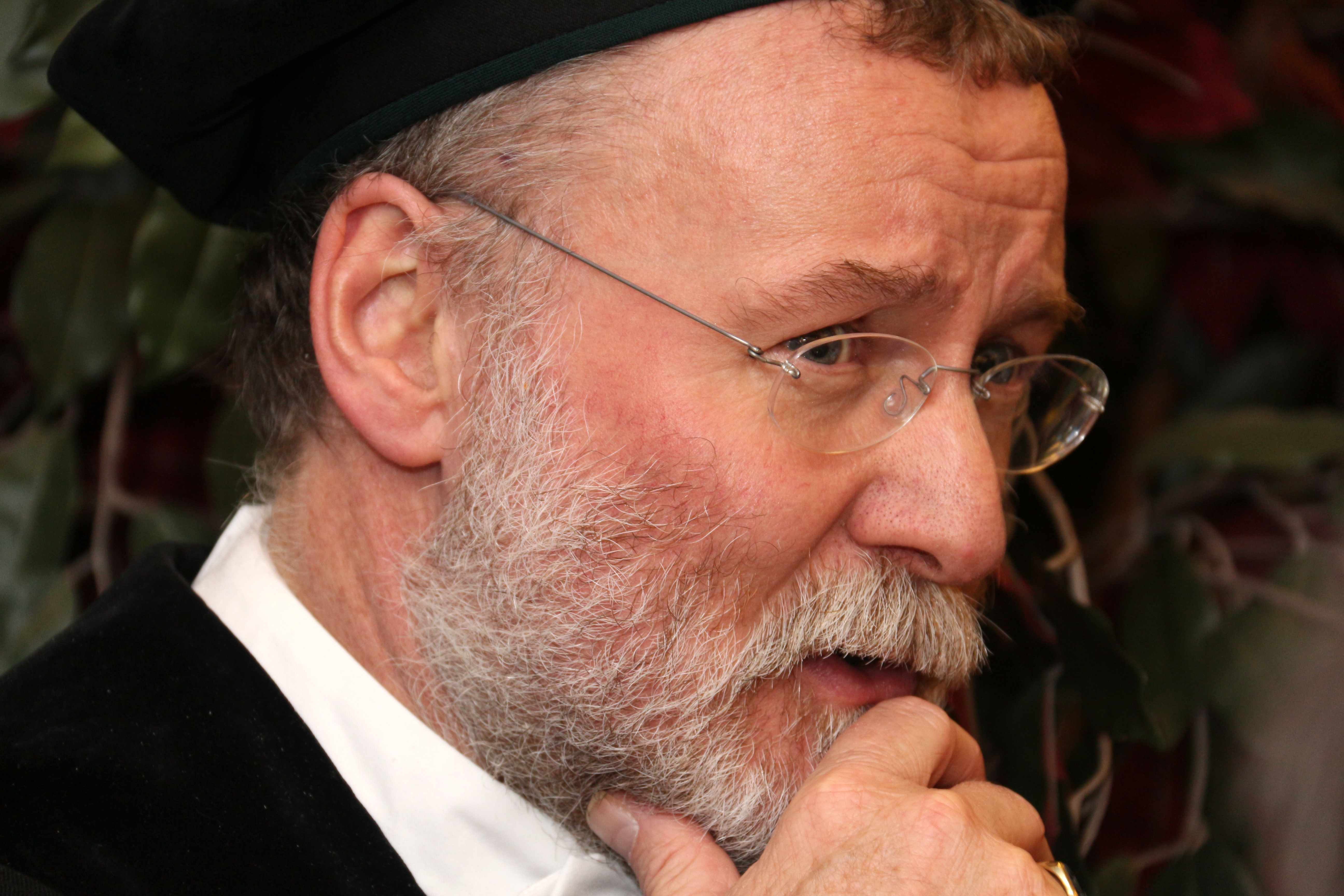
Michiel Heldeweg

## Juridische carrière
Heldeweg studeerde rechten en juridische-bestuurswetenschappen aan de Rijksuniversiteit Groningen. Hij studeerde af in respectievelijk 1985 en 1987.
Van 1985 tot en met 1998 werkte hij respectievelijk als wetenschappelijk assistent, universitair docent en universitair hoofddocent in het recht, in het bijzonder het publiekrecht, bij de Universiteit Maastricht (voorheen Rijksuniversiteit Limburg). In 1993 promoveerde hij bij prof.mr. A.Q.C.Tak op een proefschrift over de inbreng van technische deskundigheid, in het bijzonder bij vergunningverlening in het milieurecht.
Vanaf 1999 is Heldeweg werkzaam bij de Universiteit Twente (aanvankelijk bij de faculteit Bestuurskunde, thans de faculteit Management & Bestuur), eerst als universitair hoofddocent staats- en bestuursrecht en sinds 2008 als hoogleraar Publiekrecht voor het openbaar bestuur (en opvolger van prof.mr. Dick W.P. Ruiter).

## Nevenwerkzaamheden
Heldeweg is rechter-plaatsvervanger bij de Rechtbank Overijssel (Afdeling Bestuursrecht), voorzitter van het College van beroep voor de examens (Universiteit Twente), lid van de Raad van Advies van de Academie Bestuur, Recht & Ruimte van Saxion Hogescholen (vestiging Enschede), alsmede co -organisator van het Juridisch Platform Twente.

## Beknopte Bibliografie
- Environmental Law in the Netherlands, met René J.G.H. Seerden, International Encyclopaedia of Laws Series, Wolters Kluwer Law & Business, (256pp) ISBN 9789041145871
- Regulating Technological Innovation. A Multidisciplinary Approach, redactie met E. Kica, eigen bijdrage (Legal Design of Smart Rules and Regimes:  Regulating Innovation) Hershey: Palgrave MacMillan 2011 (236pp), ISBN 978-0-230-36363-2
- Smart Rules & Regimes, Publiekrechtelijk(e) ontwerpen voor privatisering en technologische innovatie, Enschede, Universiteit Twente, 2010 (ISBN 978-90-9025517-0)
- Bestuursrecht en beleid, 3e druk, Groningen, Wolters Noordhoff, 2006 (ISBN 90-01-54123-2)
- Handboek Nederlands-Antilliaans omgevingsrecht, Inleiding tot het recht inzake milieu, natuur en ruimtelijke ontwikkeling op de Nederlandse Antillen, met J. Sybesma (en m.m.v. L.J.J. Rogier), Den Haag 2003 (Boom Juridische uitgevers) (ISBN 90-5454- 224-1)
- Public Environmental Law in the European Union and the United States, A Comparative Analysis, redactie, met R.J.G.H. Seerden en K.R. Deketelaere, The Hague/London/New York (Kluwer Law International) (ISBN 90-411-1926-4)
- Normstelling en expertise, Waarborgen voor technische deskundigheid in het bijzonder bij vergunningverlening in het milieurecht (proefschrift), 's Gravenhage 1993 (ISBN 97-8905-409067-0)